# Nikao Sokattack FC
Nikao Football Club – klub piłkarski z Wysp Cooka. Siedziba klubu znajduje się na Rarotonga, głównej wyspie tego archipelagu. Klub gra w pierwszej lidze Wysp Cooka, a także w Pucharze Wysp Cooka. Do tej pory drużyna wygrała 7 razy mistrzostwo ligi i co najmniej 5 razy Puchar Wysp Cooka

## Eliminacje doKlubowych Mistrzostwach Oceanii
W sezonie 2004/2005 udział w Klubowych Mistrzostwach Oceanii zakończyła już w rundzie kwalifikacyjnej, w której przegrała z AS Magenta z 0:4 i 1:5.
W sezonie 2005/2006 zremisowali w eliminacjach 0-0 z Nokia Eagles z Fidżi, a w decydującym o awansie meczu z Lotohaʻapai z Tonga przegrali 1-2.

## Sukcesy
I liga - mistrzostwo ligi - 7 razy (2000, 2004, 2005, 2006, 2008, 2009, 2010)
Puchar Wysp Cooka - zwycięstwo w pucharze - 5 razy (1983, 2002, 2003, 2005, 2007)